# Хоентан
Хоентан (њем. Hohenthann) општина је у њемачкој савезној држави Баварска. Једно је од 35 општинских средишта округа Ландсхут. Према процјени из 2010. у општини је живјело 3.804 становника. Посједује регионалну шифру (AGS) 9274141.

## Географски и демографски подаци
Хоентан се налази у савезној држави Баварска у округу Ландсхут. Општина се налази на надморској висини од 487 метара. Површина општине износи 68,3 km². У самом мјесту је, према процјени из 2010. године, живјело 3.804 становника. Просјечна густина становништва износи 56 становника/km².